# Santa María de Cayón
Santa María de Cayón è un comune spagnolo di 8 148 abitanti situato nella comunità autonoma della Cantabria, comarca di Valles Pasiegos.

## Geografia fisica
Situata a sud di Santander, ha un territorio caratterizzato da praterie intervallate da piccole alture della Sierra de Cabalar, e attraversato dal fiume Pas e dal suo affluente Pisueña. Il maggior rilievo è l'Alto de la Cruz (303 m s.l.m.). Il comune è formato da dieci centri urbani: La Abadilla, Argomilla, La Encina, Esles, Lloreda, La Penilla, San Román, Santa Maria de Cayón, Sarón e Totero. Il capoluogo è Santa Maria de Cayón che dà il nome all'intero comune e dista 23 km da Santander.

## Storia
Le prime tracce storiche risalgono al Medioevo, quando, da documenti dell'epoca si evince che nell'anno 811 esisteva il Monasterio de San Vicente in Esles, mentre nell'816 si ha testimonianza della chiesa di Santa Maria de Cayón e nell'817 della chiesa di San Andrés nel territorio di Argomilla.
Gli attuali centri abitati sono sorti attorno a questi edifici di culto, grazie anche al ripopolamento della zona promosso dal re Alfonso I con popolazione proveniente dalla Castiglia.
Da un documento del 1531 risulta che Santa Maria de Cayon era terra di behetria, cioè una comunità di uomini liberi che avevano la possibilità di scegliere per la propria difesa una famiglia nobile che avesse i mezzi militari per esercitarla in cambio della cessione pro tempore di tutto o di una parte del territorio di cui la popolazione conservava l'usufrutto dietro corresponsione di un tributo. Santa Maria risultava così legata alle famiglie degli Obregón e dei Ceballos.
Successivamente si affermò la famiglia dei De la Vega la cui giurisdizione fu rafforzata da un atto del re Giovanni II che nel 1444 conferiva loro la signoria sulla valle di Cayón. I De la Vega però finirono per opprimere la popolazione che si vide costretta ad appellarsi al re per ristabilire il precedente regime di realengo, vale a dire dipendenza diretta dalla Corona ma con una certa libertà di auto-amministrazione. Ricevuto il no del re, gli abitanti della valle di Cayón, assieme a quelli di altre valli vicine nelle stesse condizioni, decisero di ricorrere alle vie legali dando avvio al cosiddetto Pleito Viejo ("processo vecchio") seguito dal Pleito de los Valles che i De la Vega contrastarono in tutti i modi riuscendo solo a prolungare i tempi di emissione della sentenza che, nel 1581, per opera della Real Chancilleria di Valladolid, riaffermò il regime di realengo per quella ed altre valli.
Nel 1630 Filippo IV concesse alla Valle de Cayon di eleggere i propri alcaldes ("sindaci") e Santa Maria inviò propri rappresentanti alle Juntas che si riunivano in Puente San Miguel. Con le riforme del cosiddetto Triennio liberal (1820-1823) la valle de Cayon fu divisa in due comuni costituzionali: Argomilla e Santa Maria de Cayon, che nel 1835 furono unite nell'unico comune che prese il nome di Santa Maria de Cayon nei confini che ha attualmente entro il partido judicial ("distretto giudiziario") prima di Villacarriedo e poi di Santander e infine nel 1992 di Medio Cudeyo.
Nel 1905 iniziò lo sviluppo economico industriale, grazie all'insediamento della multinazionale Nestlé a La Penilla. Inizialmente veniva prodotto latte condensato, in seguito l'azienda ampliò e diversificò la produzione che interessò: cioccolato, latte in polvere, alimenti dietetici e per bambini ed altro.
Nel tempo si stabilirono altre imprese di medie e piccole dimensioni nel campo alimentare e non solo. Ad oggi, la sola Nestlé impiega intorno ai 600 dipendenti.

## Monumenti e luoghi d'interesse
- San Andrés, chiesa della metà del XII secolo ad Argomilla.
- Santa Maria de Cayon, chiesa della fine del XII secolo.
- San Miguel de Carce, chiesa di La Penilla del XIII secolo.
- San Vicente, chiesa del XVI secolo ad Esles.
- Santa Maria Magdalena, chieda di La Penilla del 1669.
- San Esteban, chiesa del 1774 ad Abadilla de Cayon.
- le ermitas di Santa Lucia del XVII secolo a Lloredo e del Angel del XIII secolo ad Esles.
- Casa - Torre di Abadilla del 1695.
- Casa del marino Juan Antonio Gutiérrez de la Concha ad Esles del XVIII secolo.
- Palacio de Ceballos "El Caballeros" ad Argomilla del XVIII secolo
- Casa del direttore della Nestlé del 1951 a La Penilla, esempio di architettura modernista
- Casas de los Indianos a Santa Maria de Cayon. Si tratta delle case di cittadini emigrati nelle Americhe che tornati in patria si sono costruiti nuove abitazioni con elementi architettonici che avevano osservato nelle zone di emigrazione.

## Società

### Evoluzione demografica
Dal 1990 si registra una costante crescita demografica determinata da un saldo migratorio positivo, mentre gli indici di natalità e di mortalità si equilibrano e l'età media della popolazione è di 40,4 anni secondo le statistiche comunali. La popolazione attiva occupata nel settore del terziario, dei servizi e del commercio è pari al 45,9%, con il settore industriale e delle costruzioni al 45,3% e il settore agropastorale all'8,8%.

## Cultura

### Eventi
- Santa Maria Magdalena a La Penilla il 22 luglio.
- San Román, il 6 agosto.
- Nuestra Señora y San Roque il 16 agosto.

Tra le feste non legate a ricorrenze religiose vanno segnalate le feste di Sarón il 6 luglio e di Lloredo il 1º settembre.

## Economia
L'economia locale, agli inizi del XX secolo basata principalmente sull'agricoltura e sull'allevamento del bestiame, soprattutto bovino, si è riconvertita nel tempo in un'economia industriale e dei servizi. In ogni caso l'allevamento dei bovini non è stato abbandonato e il numero di aziende legate a questa attività è ancora oggi considerevole.